# Cissus rombolistny
Cissus rombolistny (Cissus alata) – gatunek rośliny z rodziny winoroślowatych (Vitaceae). W naturze występuje od Meksyku przez kraje Ameryki Środkowej po Boliwię. W Polsce stosunkowo popularna roślina doniczkowa, obok kilku innych gatunków z tego rodzaju.

## Morfologia
Cissus rombolistny jest rośliną o długich, sięgających w naturze 3–5 metrów, wspinających się pędach (choć w warunkach domowych zazwyczaj nie przekracza 150 cm). Pędy z czasem rozgałęziają się i drewnieją. Młode pędy, ogonki i spody liści pokryte brązowymi, delikatnymi włoskami. Liście są ciemnozielone, lekko błyszczące, złożone z trzech romboidalnych blaszek. Kwiaty są białe, kremowe bądź żółte do zielonych, owoce ciemnofioletowe do czarnych.

## Uprawa

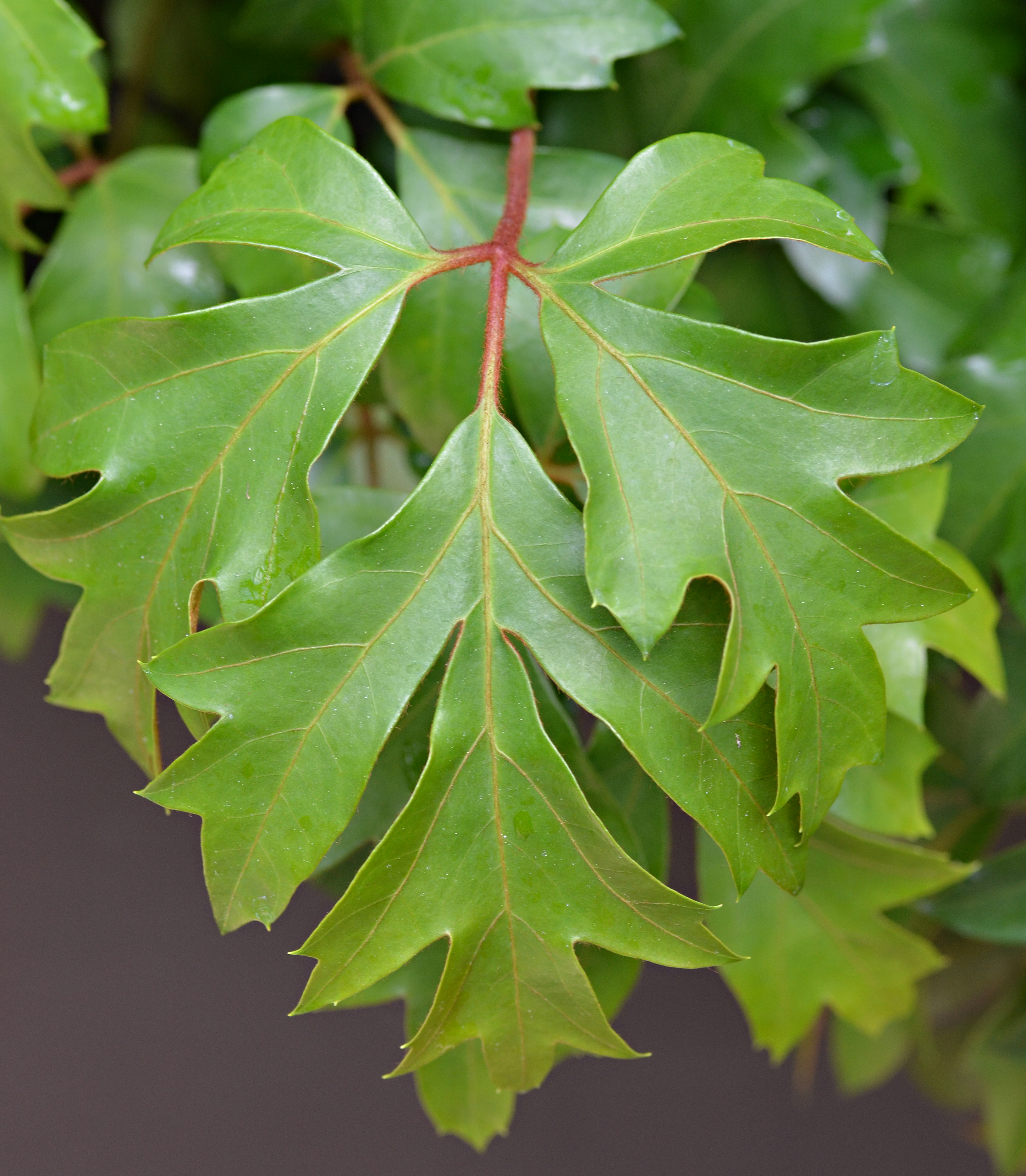
Liść odmiany uprawnej o głęboko wcinanych listkach

Roślina stosunkowo łatwa w uprawie. Preferuje miejsca półcieniste, bez bezpośredniego słońca. Należy utrzymywać stałą wilgotność podłoża. Temperatura latem 15–24 °C, zimą znosi spadki do 8 °C. Nawozić umiarkowanie, tylko latem. Rozmnaża się łatwo przez sadzonki wierzchołkowe z dorosłych pędów. Podatna na niektóre szkodniki: przędziorki, roztocze, wciornastki. W warunkach domowych raczej nie kwitnie i nie owocuje, jej ozdobą są wyłącznie liście i delikatnie zwisające pędy.
W uprawie popularny jest kultywar 'Ellen Danica' o mocniej wciętych, większych, przez co bardziej dekoracyjnych liściach.

## Systematyka
Pozycja systematyczna według APweb (aktualizowany system APG IV z 2016)
Należy do rodzaju cissus (Cissus Linnaeus) w obrębie rodziny winoroślowatych (Vitaceae Juss.), należącej do rzędu winoroslowców (Vitales Reveal) w klasie okrytonasiennych (Magnoliophyta Cronquist, Takht. & Zimmerm. ex Reveal 1996).